# Lucban
Lucban é um município de segunda classe de renda municipal (d) na província Quezon, nas Filipinas. De acordo com o censo de 1 de maio  de  2020 possui uma população de 53 091 pessoas e 12 692 domicílios.